# Laudonovac, Banatul de Sud
Laudonovac (maghiară Laudontanya) este o localitate în Districtul Banatul de Sud, Voivodina, Serbia.